# كلورميدازول
كلورميدازول Chlormidazole هو دواء ذو اسم دولي غير مسجل الملكية يتم استخدامه كمزيل للتشنج وأيضا يستخدم كمضاد للفطريات
من زمرة الآزولات

## الخواص
- الاسم العلمي: 1-[(4-chlorophenyl)methyl]-2-methyl-1H-1,3-benzodiazole
- الصيغة الكيميائية: C15H13ClN2
- الوزن الجزئي: 256.73 جم/مول
- نقطة الغليان: 443.6 درجة مئوية في 760 مم زئبق

سام عن طريق الابتلاع، الحقن تحت الجلد، والمسالك داخل الغشاء البريتوني. عند التسخين إلى التفكك تنبعث منه أبخرة سامة من الكلورين وأكاسيد النيتروجين.

## التخلق

تخليق الكلورميدازول: Herrling et al., (1959 to Grünenthal).